# Rainer Frömberg
Rainer Frömberg (* 26. März 1959) ist ein ehemaliger deutscher Fußballspieler.
Frömberg spielte für den VfB Remscheid und SC Viktoria Köln, bevor er in die Bundesliga zu Bayer 05 Uerdingen kam. Für Bayer bestritt er in seinem ersten Jahr zwei Spiele und stieg ab. Später wechselte er zur SG Wattenscheid 09.
Heute arbeitet Frömberg als Rechtsanwalt in Remscheid.